# Astrid Geisler
Astrid Geisler (ur. 10 sierpnia 1968 w Mittersil) – austriacka narciarka alpejska, dwukrotna medalistka mistrzostw świata juniorów.

## Kariera
Największy sukces na arenie międzynarodowej Astrid Geisler osiągnęła w 1985 roku, startując na mistrzostwach świata juniorów w Jasnej. Wywalczyła tam srebrny złoty w slalomie, wyprzedzając bezpośrednio dwie reprezentantki Szwajcarii: Heidi Zurbriggen i Chantal Bournissen. W tej samej konkurencji zdobyła także srebrny medal na rozgrywanych rok później mistrzostwach świata juniorów w Bad Kleinkirchheim. W zawodach tych rozdzieliła na podium Hilary Lindh z USA i Włoszkę Deborę Compagnoni. Na tej samej imprezie była także piąta w slalomie gigancie. Nigdy nie zdobyła punktów w zawodach Pucharu Świata. Nigdy też nie wystąpiła na igrzyskach olimpijskich ani mistrzostwach świata. W drugiej połowie lat 80' zakończyła karierę.

## Osiągnięcia

### Mistrzostwa świata juniorów
| Miejsce | Dzień     | Rok  | Miejscowość        | Konkurencja | Czas biegu  | Strata  | Zwyciężczyni       |
| ------- | --------- | ---- | ------------------ | ----------- | ----------- | ------- | ------------------ |
| 1.      | 28 lutego | 1985 | Jasná              | Zjazd       | 1:22,12 min | -       | -                  |
| 2.      | 20 lutego | 1986 | Bad Kleinkirchheim | Zjazd       | 1:40,93 min | +0,42 s | Hilary Lindh       |
| 5.      | 1 marca   | 1986 | Bad Kleinkirchheim | Gigant      | 2:06,61 min | +1,45 s | Lucia Medzihradská |